# Portada/article agost 16

## Jan van Eyck
Jan van Eyck (Maaseik, principat de Lieja, ca. 1390 – Bruges, comtat de Flandes, 9 de juliol del 1441) fou un pintor flamenc del gòtic tardà que va treballar a Bruges. És considerat com un dels millors artistes del grup dels primitius flamencs per les seves innovacions en l'art del retrat i del paisatge. Juntament amb Robert Campin, que operava a Tournai, se'l considera la figura clau de l'aparició de l'escola flamenca amb èmfasi en l'observació del món natural.
És l'autor de nombrosos retrats i peces de tipus religiós entre les quals destaca L'adoració de l'Anyell Místic, un compendi enciclopèdic de la teologia cristiana desplegat en dotze panells que combinen el concepte de "la salvació" que s'inicia amb l'Anunciació, fins a la fi del món amb l'Apocalipsi.